# Sabe ou Não Sabe (Portugal)
Sabe ou Não Sabe foi um concurso de televisão português de perguntas de cultura geral emitido na RTP1 e que estreou no dia 17 de agosto de 2013.
No concurso, cada concorrente tem o objetivo de responder de forma acertada a 5 perguntas de modo a alcançar o prémio máximo de 1.500€, correspondendo a cada pergunta uma determinada quantia.
Ao mesmo tempo, em cada programa, que é realizado totalmente no exterior, é percorrido as ruas de cada cidade ou vila, divulgando o comércio e turismo locais, feiras, mercados, lojas tradicionais, espaços comerciais, bairros históricos e os ex-libris regionais.

## Regras do jogo
Este programa tem como base um jogo que é feito por um concorrente que é escolhido de forma totalmente aleatória pelo apresentador, neste caso, o Vasco Palmeirim. Após o concorrente ser escolhido é apresentado as regras do jogo que consistem no concorrente escolher outras pessoas, que também se encontrem pelas ruas, e que achem que essas mesmas consigam responder de forma correta às perguntas dadas pelo apresentador. Consoante o nível do jogo, também são dadas perguntas cujo objetivo é não ser dado a resposta correta, sendo que, neste caso, uma resposta correta acaba por dificultar a situação do concorrente. Em caso de derrota num dos nível há a ajuda do telemóvel, que permite aos concorrentes telefonarem para um conhecido da sua lista telefónica de forma a esses responderem de forma correta, ou não, à pergunta. Em caso do concorrente não ter um telemóvel consigo, o mesmo terá que pedir um a alguém que também esteja pelas ruas. Caso o objetivo para essa pergunta seja cumprido, o concorrente prossegue para o próximo nível, mas agora sem ter à disposição a ajuda do telefone. Caso ninguém atenda, o concorrente perde o jogo. No último nível, o concorrente ainda pode escolher se quer que a pergunta seja para sabe ou para não sabe, ou seja, se quer uma pergunta que tem de ser respondida com uma resposta correta ou uma pergunta que tem de ser respondida com uma resposta errada.
| Nível | Tipo de pergunta | Prémio |
| ----- | ---------------- | ------ |
| 1     | Sabe             | 50€    |
| 2     | Não sabe         | 100€   |
| 3     | Sabe             | 200€   |
| 4     | Não sabe         | 500€   |
| 5     | Sabe / Não sabe  | 1500€  |

## Temporadas
| Temporada         | Episódio | Estreia                | Final                     | Audiência média | Audiência média | Audiência média |
| Temporada         | Episódio | Estreia                | Final                     | Espectadores    | Share           | Rating          |
| ----------------- | -------- | ---------------------- | ------------------------- | --------------- | --------------- | --------------- |
| 1                 | 17       | 17 de agosto de 2013   | 7 de dezembro de 2013     | 589 000         | 14,1%           | 6,2%            |
| 2                 | 9        | 14 de dezembro de 2013 | 22 de fevereiro de 2014   | 749 444         | 16,3%           | 7,9%            |
| 3                 | 14 (*)   | 15 de março de 2014    | 16 de agosto de 2014 (**) | 631 385         | 15,7%           | 6,6%            |
| Especial de verão | 4        | 19 de julho de 2014    | 9 de agosto de 2014       | 615 125         | 16,4%           | 6,5%            |
| 4                 | 12 (***) | 24 de janeiro de 2015  | 25 de abril de 2015       | 530 417         | 11,8%           | 5,6%            |
| 5                 | 13       | 19 de março de 2016    | 27 de agosto de 2016      | 464 038         | 10,9%           | 4,9%            |

(*) Segundo a informação do site da RTP, o episódio 1 da 3ª temporada nunca chegou a ser emitido

(**) O episódio 14 da 3ª temporada acabou por ser emitido de forma inédita apenas no dia 20 de dezembro de 2016

(***) Segundo a informação do site da RTP, o episódio 12 da 4ª temporada nunca chegou a ser emitido

## Episódios

### 1ª Temporada
| #  | ## | Exibição em Portugal   | Audiência    | Audiência | Audiência |
| #  | ## | Exibição em Portugal   | Espectadores | Share     | Rating    |
| -- | -- | ---------------------- | ------------ | --------- | --------- |
| 1  | 1  | 17 de agosto de 2013   | 579 500      | 16,1%     | 6,1%      |
| 2  | 2  | 24 de agosto de 2013   | 608 000      | 16,7%     | 6,4%      |
| 3  | 3  | 31 de agosto de 2013   | 427 500      | 11,7%     | 4,5%      |
| 4  | 4  | 7 de setembro de 2013  | 655 500      | 16,3%     | 6,9%      |
| 5  | 5  | 14 de setembro de 2013 | 589 000      | 15%       | 6,2%      |
| 6  | 6  | 21 de setembro de 2013 | 522 500      | 13,9%     | 5,5%      |
| 7  | 7  | 28 de setembro de 2013 | 570 000      | 12,5%     | 6%        |
| 8  | 8  | 5 de outubro de 2013   | 532 000      | 12%       | 5,6%      |
| 9  | 9  | 12 de outubro de 2013  | 741 000      | 16,9%     | 7,8%      |
| 10 | 10 | 19 de outubro de 2013  | 617 500      | 13,9%     | 6,5%      |
| 11 | 11 | 26 de outubro de 2013  | 617 500      | 13,8%     | 6,5%      |
| 12 | 12 | 2 de novembro de 2013  | 522 500      | 11,7%     | 5,5%      |
| 13 | 13 | 9 de novembro de 2013  | 532 000      | 12,4%     | 5,6%      |
| 14 | 14 | 16 de novembro de 2013 | 608 000      | 13,8%     | 6,4%      |
| 15 | 15 | 23 de novembro de 2013 | 617 500      | 13,6%     | 6,5%      |
| 16 | 16 | 30 de novembro de 2013 | 627 000      | 14,1%     | 6,6%      |
| 17 | 17 | 7 de dezembro de 2013  | 646 000      | 14,8%     | 6,8%      |

### 2ª Temporada
| #  | ## | Exibição em Portugal    | Audiência    | Audiência | Audiência |
| #  | ## | Exibição em Portugal    | Espectadores | Share     | Rating    |
| -- | -- | ----------------------- | ------------ | --------- | --------- |
| 18 | 1  | 14 de dezembro de 2013  | 674 500      | 16,2%     | 7,1%      |
| 19 | 2  | 4 de janeiro de 2014    | 693 500      | 14,9%     | 7,3%      |
| 20 | 3  | 11 de janeiro de 2014   | 627 000      | 14%       | 6,6%      |
| 21 | 4  | 18 de janeiro de 2014   | 779 000      | 16,7%     | 8,2%      |
| 22 | 5  | 25 de janeiro de 2014   | 741 000      | 14,8%     | 7,8%      |
| 23 | 6  | 1 de fevereiro de 2014  | 912 000      | 19,6%     | 9,6%      |
| 24 | 7  | 8 de fevereiro de 2014  | 836 000      | 17,6%     | 8,8%      |
| 25 | 8  | 15 de fevereiro de 2014 | 798 000      | 17,3%     | 8,4%      |
| 26 | 9  | 22 de fevereiro de 2014 | 684 000      | 15,2%     | 7,2%      |

### 3ª Temporada
| #  | ## | Exibição em Portugal     | Audiência    | Audiência | Audiência |
| #  | ## | Exibição em Portugal     | Espectadores | Share     | Rating    |
| -- | -- | ------------------------ | ------------ | --------- | --------- |
| 27 | 2  | 15 de março de 2014      | 788 500      | 17,5%     | 8,3%      |
| 28 | 3  | 29 de março de 2014      | 665 000      | 15,5%     | 7%        |
| 29 | 4  | 12 de abril de 2014      | 665 000      | 15,6%     | 7%        |
| 30 | 5  | 19 de abril de 2014      | 731 500      | 17,5%     | 7,7%      |
| 31 | 6  | 26 de abril de 2014      | 969 000      | 21,4%     | 10,2%     |
| 32 | 7  | 3 de maio de 2014        | 731 500      | 17,9%     | 7,7%      |
| 33 | 8  | 17 de maio de 2014       | 712 500      | 18,2%     | 7,5%      |
| 34 | 9  | 24 de maio de 2014       | 294 500      | 6%        | 3,1%      |
| 35 | 10 | 7 de junho de 2014       | 760 000      | 19,1%     | 8%        |
| 36 | 11 | 14 de junho de 2014      | 798 000      | 21,5%     | 8,4%      |
| 37 | 12 | 28 de junho de 2014      | 475 000      | 14,4%     | 5%        |
| 38 | 13 | 5 de julho de 2014       | TBA          | TBA       | TBA       |
| 39 | 14 | 20 de dezembro de 2016   | 133 000      | 4,9%      | 1,4%      |
| 40 | 15 | 16 de agosto de 2014 (*) | 484 500      | 14,4%     | 5,1%      |

(*) O episódio 15 da 3ª temporada foi emitido apenas depois da temporada especial de verão

### Temporada especial de verão
| #  | ## | Título     | Exibição em Portugal | Audiência    | Audiência | Audiência |
| #  | ## | Título     | Exibição em Portugal | Espectadores | Share     | Rating    |
| -- | -- | ---------- | -------------------- | ------------ | --------- | --------- |
| 41 | 1  | "Praias"   | 19 de julho de 2014  | 646 000      | 16,4%     | 6,8%      |
| 42 | 2  | "Parques"  | 26 de julho de 2014  | 579 500      | 16,1%     | 6,1%      |
| 43 | 3  | "Desporto" | 2 de agosto de 2014  | 655 500      | 16,8%     | 6,9%      |
| 44 | 4  | "Festas"   | 9 de agosto de 2014  | 579 500      | 16,2%     | 6,1%      |

### 4ª Temporada
| #  | ## | Exibição em Portugal    | Audiência    | Audiência | Audiência |
| #  | ## | Exibição em Portugal    | Espectadores | Share     | Rating    |
| -- | -- | ----------------------- | ------------ | --------- | --------- |
| 45 | 1  | 24 de janeiro de 2015   | 608 000      | 13%       | 6,4%      |
| 46 | 2  | 31 de janeiro de 2015   | 598 500      | 12,4%     | 6,3%      |
| 47 | 3  | 7 de fevereiro de 2015  | 532 000      | 12,3%     | 5,6%      |
| 48 | 4  | 14 de fevereiro de 2015 | 598 500      | 13,6%     | 6,3%      |
| 49 | 5  | 21 de fevereiro de 2015 | 655 500      | 14,7%     | 6,9%      |
| 50 | 6  | 28 de fevereiro de 2015 | 522 500      | 11,3%     | 5,5%      |
| 51 | 7  | 14 de março de 2015     | 465 500      | 10,5%     | 4,9%      |
| 52 | 8  | 21 de março de 2015     | 503 500      | 11,5%     | 5,3%      |
| 53 | 9  | 28 de março de 2015     | 465 500      | 10,3%     | 4,9%      |
| 54 | 10 | 4 de abril de 2015      | 456 000      | 10,9%     | 4,8%      |
| 55 | 11 | 11 de abril de 2015     | 513 000      | 11,4%     | 5,4%      |
| 56 | 13 | 25 de abril de 2015     | 446 500      | 9,9%      | 4,7%      |

### 5ª Temporada
| #  | ## | Exibição em Portugal | Audiência    | Audiência | Audiência |
| #  | ## | Exibição em Portugal | Espectadores | Share     | Rating    |
| -- | -- | -------------------- | ------------ | --------- | --------- |
| 57 | 1  | 19 de março de 2016  | 446 500      | 9,6%      | 4,7%      |
| 58 | 2  | 26 de março de 2016  | 503 500      | 11,4%     | 5,3%      |
| 59 | 3  | 2 de abril de 2016   | 427 500      | 9,2%      | 4,5%      |
| 60 | 4  | 9 de abril de 2016   | 475 000      | 10%       | 5%        |
| 61 | 5  | 16 de abril de 2016  | 484 500      | 10,6%     | 5,1%      |
| 62 | 6  | 23 de abril de 2016  | 456 000      | 10,8%     | 4,8%      |
| 63 | 7  | 30 de abril de 2016  | 522 500      | 11,5%     | 5,5%      |
| 64 | 8  | 7 de maio de 2016    | 513 000      | 11,1%     | 5,4%      |
| 65 | 9  | 21 de maio de 2016   | 598 500      | 13,4%     | 6,3%      |
| 66 | 10 | 4 de junho de 2016   | 446 500      | 11,5%     | 4,7%      |
| 67 | 11 | 23 de julho de 2016  | 399 000      | 11,6%     | 4,2%      |
| 68 | 12 | 30 de julho de 2016  | 437 000      | 12,1%     | 4,6%      |
| 69 | 13 | 27 de agosto de 2016 | 323 000      | 8,4%      | 3,4%      |